# Intedinhora
#intedinhora är en hashtag och en svensk förening. Den drivs av och samlar personer med erfarenhet av prostitution och annan kommersiell sexuell exploatering.

## Hashtag
Hashtaggen startades 2017 av Gabriella Kärnekull Wolfe och hennes vän under #metoo, för att uppmärksamma utsatthet och övergrepp mot personer med erfarenhet av prostitution i olika former. Under december 2017 publicerades även ett upprop undertecknat av 141 personer, under samma hashtag och tema i Dagens Nyheter; uppropet innehöll vittnesmål om övergrepp begångna mot människor som sålts av andra eller haft sex mot ersättning

## Förening
I december 2018 bildades en förening med namnet #intedinhora "för och av personer med erfarenhet av kommersiell sexuell exploatering", vilket föreningen definierar som "sexuella handlingar i utbyte mot någon form av ersättning".
Medlemmar i föreningen har i svensk media återkommande kommenterat lagstiftningen kring och situationen för personer inom prostitution, och man har argumenterat för att behålla sexköpslagen. Föreningen beskriver att de driver opinion för kompetenshöjande insatser inom vården, socialtjänsten, rättsväsendet och skolan, liksom för stärkt rättsskydd för personer inom prostitution. Man arbetar för förebyggande åtgärder, för att människor inte ska tvingas hamna i prostitution samt för ökat stöd och hjälp för personer som befinner sig i eller har erfarenhet av sexhandeln.